# Frédéric Ier de Saxe-Gotha-Altenbourg
Pour les articles homonymes, voir Frédéric Ier.
Frédéric Ier, né le 15 juillet 1646 à Gotha et mort le 2 août 1691 à Friedrichswerth, est duc de Saxe-Gotha-Altenbourg de 1675 à sa mort.
Fils d'Ernest Ier de Saxe-Gotha et d'Élisabeth-Sophie de Saxe-Altenbourg, il épouse Madeleine-Sibylle de Saxe-Weissenfels (1648-1681). Six enfants sont nés de cette union :
- Anne-Sophie de Saxe-Gotha-Altenbourg (1670-1728), épouse en 1691 Louis-Frédéric Ier de Schwarzbourg-Rudolstadt (mort en 1718) ;
- Dorothée-Marie de Saxe-Gotha-Altenbourg (1674-1713), épouse en 1704 Ernest-Louis Ier de Saxe-Meiningen ;
- Frédérique (1675-1709), épouse en 1702 Jean-Auguste d'Anhalt-Zerbst ;
- Frédéric II, duc de Saxe-Gotha-Altenbourg ;
- Jean-Guillaume de Saxe-Gotha-Altenbourg (de) (1677-1707), tué à Toulon ;
- Jeanne de Saxe-Gotha-Altenbourg (1680-1704), épouse en 1702 Adolphe-Frédéric II de Mecklembourg-Strelitz.